# Landhotel Falkner

Das Landhotel Falkner am Hang über der Donau

Blick von der Terrasse auf die Donau

Das Landhotel Falkner, mit zwölf Zimmern kleinstes 4-Sterne-Hotel Österreichs, liegt in Marsbach, Gemeinde Hofkirchen im Mühlkreis, Oberösterreich. Es thront auf einem Felsgrat hoch über der Donau zwischen Passau und Linz in nächster Nähe der Schlögener Schlinge im Natura-2000-Schutzgebiet Donauleiten. 2009 erhielt das Hotel eine Anerkennung der Wirtschaftskammer für 100 Jahre Tradition und Innovation. Das Haus ist in der fünften Generation im Besitz der Familie Falkner und wird als Familienbetrieb geführt.

## Geschichte
Das Haus war früher Jägerwohnung und „Försterhäusl“ von Schloss Marsbach, das 1074 erstmals erwähnt wurde.
In einer Verkaufsurkunde vom Jahre 1269 wird ein „Vorderer Turm“ erwähnt. Einige Futtermauerreste sind davon heute noch im Garten des Hauses Nummer 2 erhalten. Im Urbar von 1668 heißt es von diesem Gebäude: „Wohnung des Hofamtmannes, vor Zeiten zu einem Vogeltenhaus erbaut“.
1893 bewirtschafteten Franz und Rosa Falkner die Schlosstaverne in Pacht.
1924 verpachtete der Ritter von Krenn das Haus an Franz und Rosa Falkner, die es dann als Gasthaus führten. Das Bier wurde aus der Brauerei Niklas in Wesenufer geholt und in den Eiskellern des Schlosses gelagert.
Im Jahr 1936 kauften Franz und Rosa Falkner das Haus. Ebenfalls erworben wurde mit dem umliegenden Gelände auch das Schankrecht der Schlosstaverne. Ursprünglich gehörte das Schankrecht der Herrschaft Marsbach zur Schlosstaverne, die sich im Untergeschoß des Hauptbaues an der Eingangsecke befand. Die Kaufsumme von 5.000 Schilling für das Schankrecht und 12.000 Schilling für das Jägerhäusl nebst Grund waren für die damalige Zeit ein ganz beachtlicher Betrag.
Bereits kurz nach dem Kauf des Hauses begann man mit dem Ausbau von zwei Fremdenzimmern für die Sommerfrische. Franz Falkner war Jäger und Pächter der Schlossjagd, Rosa Falkner führte das Gasthaus durch schwierige wirtschaftliche Zeiten.
Zum Ende des Zweiten Weltkriegs übernahmen Maximilian und Anna Falkner das Gasthaus. Bis 1955 war das Mühlviertel sowjetisch besetzt. Trotz dieser Widrigkeiten wurde weiter am Ausbau des Hauses gearbeitet.
1982 übernahmen die jetzigen Besitzer Maximilian und Simone Falkner das Haus und bauten es zum 4-Sterne-Hotel aus. Das Hotel ist Mitglied der Kooperation „Schlosshotels und Herrenhäuser“.

Rosa Falkner 1936 vor dem Jägerhäusl. Das Dach ist schon neu eingedeckt, nach einem schweren Sturm.

Schloss Marsbach und Landhotel Falkner im Jahre 1960

## Energie
Schon seit Anfang der 1980er-Jahre sind Umweltschutz und Energieeinsparung ein wichtiges Thema für das Landhotel Falkner.
Die wichtigsten Maßnahmen der letzten Jahrzehnte waren:
- Solaranlage für das Hallenbadwasser (seit 1982)
- Vollwärmeschutz (seit 1983)
- Wärmerückgewinnung bei den Kühlanlagen (seit 1987)
- Induktionsherd, der 66 % Energieersparnis gegenüber einer normalen Hotelküche bringt (seit 2003)
- Moderne Pelletsheizung (seit 2007)

Regionalität und Nahversorgung
Biologische Lebensmittel aus der Umgebung sind der wichtigste Bestandteil in Küche und Keller.

## Bekannte Gäste
- Hartmut Radebold, deutscher Psychiater
- Christiane Hörbiger, österreichische Schauspielerin
- Michael Mendl,[4] deutscher Schauspieler

Außerdem stellen die Künstler Gabriele und Alois Hain regelmäßig ihre Werke im Landhotel aus.